# Кейн, Пол

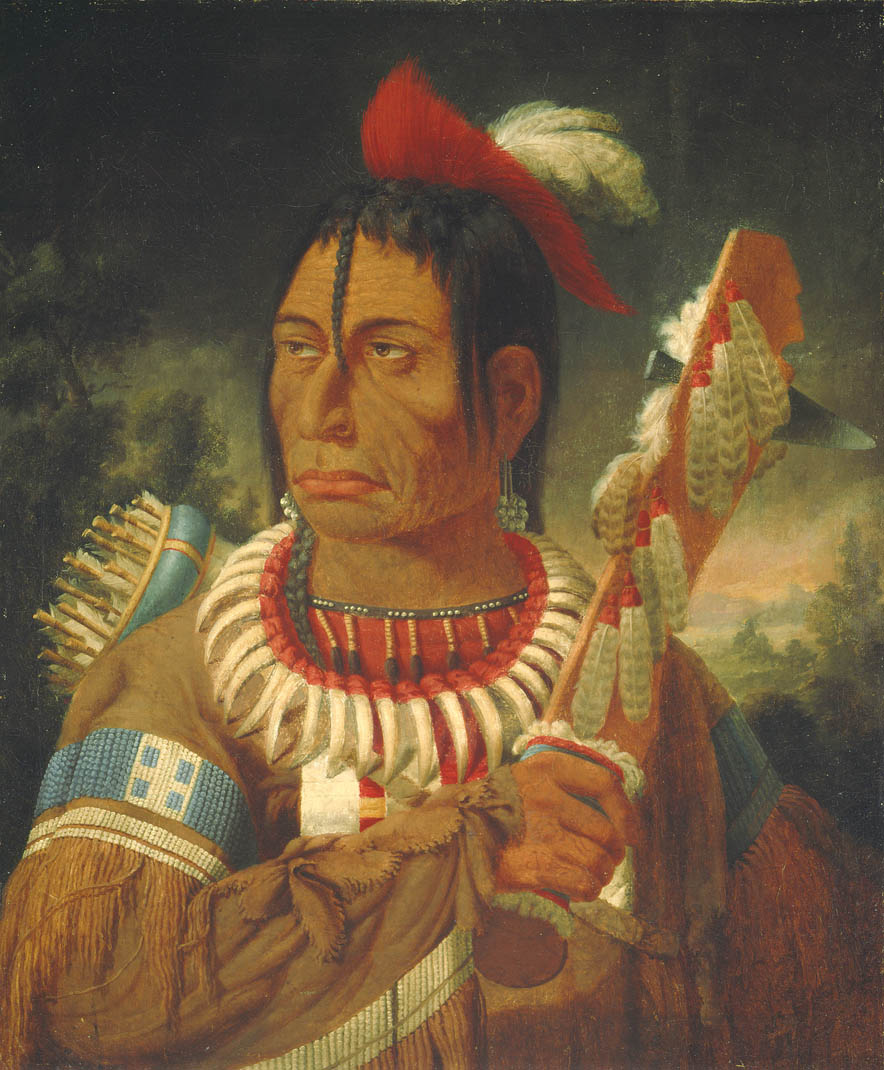
Вождь ассинибойнов Mah-Min, или Перо (1848)

Пол Кейн (англ. Paul Kane; 3 сентября 1810[…], Маллоу, Манстер — 20 февраля 1871[…], Торонто) — канадский художник ирландского происхождения, знаменитый своими картинами, с изображением коренного населения канадского Запада и других коренных американцев в так называемой «стране Орегон» (регион на западе Северной Америки, объединяющий несколько северо-западных штатов США и канадской Британской Колумбии).

## Биография

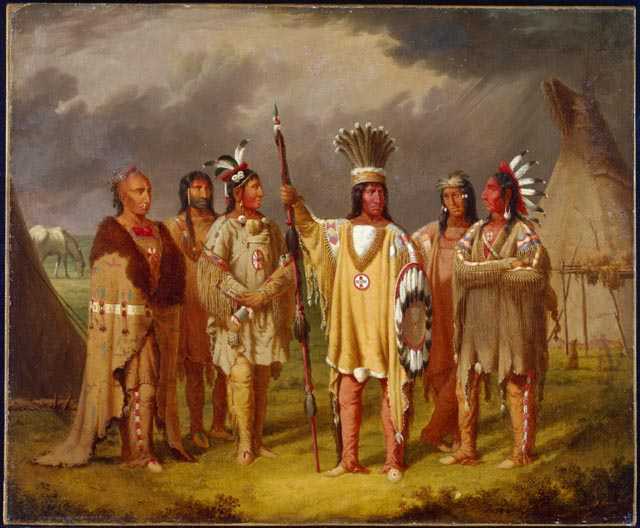
Вождь черноногих Большой Змей (1851–1856)

Родился в Маллоу, графстве Корк, Ирландия, в многодетной семье. Его отец служил в королевской артиллерии до 1801 года, между 1819–1822 годом вся семья перебралась в Канаду и поселилась в Йорке (ныне район Торонто). В марте 1834 года, перебравшись в Кобург, в Онтарио, Кейн устроился на мебельную фабрику и уже тогда выполнил несколько портретов местных деятелей, включая портрет шерифа и жены своего работодателя. В 1836 году переехал в Детройт, где в то время проживал художник Джеймс Боуман, с которым они уже встречались в Йорке. Именно Боуман убедил Кейна поехать учиться в Европу. Они собирались поехать вместе, но Кейн постоянно откладывал поездку в виду нехватки средств. Через некоторое время Боуман женился и уже не мог оставить семью. Следующие пять лет Кейн провел, странствуя по Среднему Западу Америки в качестве бродячего портретиста и добрался до Нового Орлеана.
В 1841 году из Нового Орлеана художник уплыл на корабле в Марсель, не имея средств для обучения в художественной школе, и странствовал по Европе около двух лет, посещая музеи и копируя работы старых мастеров. До 1842 года побывал в Италии, затем перебрался в Париж, оттуда в Лондон и познакомился там с Джорджом Кэтлином (George Catlin), известным американским живописцем, рисовавшим жизнь и быт индейских племен. Кетлин тогда ездил по Европе, распространяя свою книгу «Нравы, обычаи и условия североамериканских индейцев» (Manners, Customs and Conditions of the North American Indians). Кетлин читал лекции в египетском зале на Пикадилли, где он также выставил несколько своих работ. В своей книге Кетлин утверждал, что культура американских индейцев на гране исчезновения и должна быть задокументирована прежде чем кануть в небытие.
Кейн посчитал аргументы убедительными и решил присоединиться к перспективной работе, столь важной для истории. Он вернулся в Америку в 1843 году, основал в Мобиле, штат Алабама, студию и работал портретистом до тех пор пока не расплатился с долгами. В 1844 году он вернулся в Торонто и сразу же стал готовиться к своему первому большому путешествию.
Предпринял две долгих экспедиции по канадскому северо-западу в 1845 и 1846–1848 годах. Первую поездку осуществил из Торонто в Су-Сент-Мари и назад, во время второй, заручившись поддержкой «Компании Гудзонова залива», сумел пробраться из Торонто через Скалистые в форт Ванкувер, затем в форт Виктория и оттуда в округ Колумбия (так канадцы называли Орегон), который и стал конечной точкой его второго путешествия. Тщательно документировал жизнь индейских племен, делая зарисовки и эскизы, а позже, по возвращении в Торонто, раскрашивал масляными красками. Работы Кейна по большей части — это полевые зарисовки, но представляющие большую ценность для этнологов. Он завершал свои произведения в студии, часто отступая от реалистичности исходных сцен в пользу драматизма.

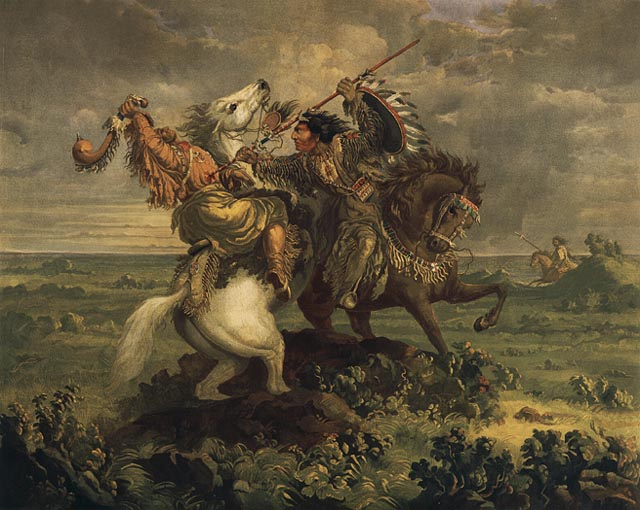
«Смерть Большого Змея». Поединок вождя черноногих с равнинным кри (1858–1862)

За время двух странствий Кейн выполнил около 700 эскизов и более сотни живописных работ масляными красками, он работал карандашом, акварелью и маслом. Он привез из своих поездок богатую коллекцию артефактов — масок, трубок и других ремесленных изделий. В живописи он уделял особенное внимание реалистичности изображения деталей, но часто привносил исторические неточности в свои произведения. Одни из самых известных его работ — «Женщина с ребёнком», в которой он соединил зарисовку ребёнка племени чинук (1848) и поздний портрет женщины племени каулиц (1852), а также выполненные в 1850-е годы портреты индейских воинов, в том числе вождя черноногих Омоксесисиксани, или Большого Змея.
В 1848 году в Торонто с успехом прошла выставка из 240 эскизов Кейна, в сентябре 1852 года состоялась вторая, на которой уже представлено было 8 полотен маслом. В 1851 году художник лично убедил парламент Канады принять заказ на 12 его картин общей стоимостью 500 фунтов, выполненный в конце 1856 года. 
В 1854 году известный политик Джордж Уильям Аллан стал покровителем и спонсором Кейна, оказав немалую помощь в получении заказов и экспонировании картин. По личному заказу Аллана Кейн выполнил более 120 работ. Вплоть до 1859 года Кейн получал призы ежегодной художественной выставки сельскохозяйственного Общества Верхней Канады. Его картины демонстрировались на Всемирной выставке в Париже в 1855 году, в 1858 году некоторые из них были посланы в Букингемский дворец, где были показаны королеве Виктории. 
В 1859 году в Лондоне вышла его книга «Странствия художника среди индейцев Северной Америки, от Канады до острова Ванкувер и Орегона через территории компании Гудзонова залива и обратно» (The Wanderings of an Artist among the Indians of North America from Canada to Vancouver's Island and Oregon through the Hudson's Bay Company's Territory and Back Again), проиллюстрированная собственными работами.
В последние годы жизни, проведенные в собственном доме в Торонто, из-за прогрессирующей слепоты, Кейн практически не занимался живописью. Похоронен в Торонто на кладбище Сент-Джеймс.

## Семья и ученики
В 1853 году Кейн вступил в Кобурге в брак с дочерью своего бывшего работодателя Гарриет Кленч (1823–1892), которая сама была художником и помогала супругу в подготовке к публикации вышеназванной книги. У них было два сына и две дочери.
Из его учеников наиболее известен Фредерик Артур Вернер (1836–1928).  Вдохновленный творчеством своего учителя на собственные путешествия, из которых привез немало пейзажей, портретов индейцев и бытовых зарисовок из их жизни, он также написал три портрета Кейна в пожилом возрасте.

## Память
В 1937 году творческое наследие Кейна объявлено было Национальным достоянием Канады. В честь него в 1952 году открыта мемориальная доска в Роки Маунтин Хаус.
В 1949 году в городе Сент-Альберт (Альберта) основана Высшая школа имени Пола Кейна.
Одиннадцать сохранившихся картин Кейна, сделанных по заказу Канадского парламента (одна в 1916 году погибла при пожаре), были в 1955 году переданы в Национальную галерею Канады. Коллекция произведения Кейна из собрания сенатора Аллана, приобретена была Эдмундом Бойдом Ослером и в 1912 году подарена Королевскому музею Онтарио (Торонто). 
В 1957 году внук художника Пол Кейн III продал коллекцию из 229 эскизов своего деда Музею изобразительных искусств Старка в Ориндже (Техас).

## Интересные факты
- В феврале 2002 года картина П. Кейна «Сцена на Северо-Западе» (Портрет топографа капитана Джона Генри Лефроя, 1845 г.) была выставлена на аукционе Сотбис в Торонто и продана за 5 062 500 долларов, что примерно в 10 раз превысило стоимость выставлявшейся на продажу предыдущей картины художника[8].

## Галерея изображений

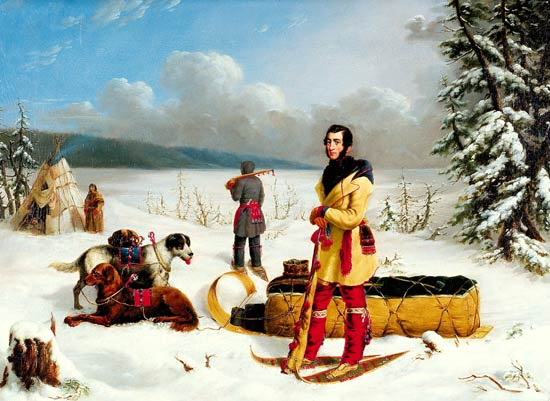
Сцена на Северо-Западе. Портрет Дж. Лефроя
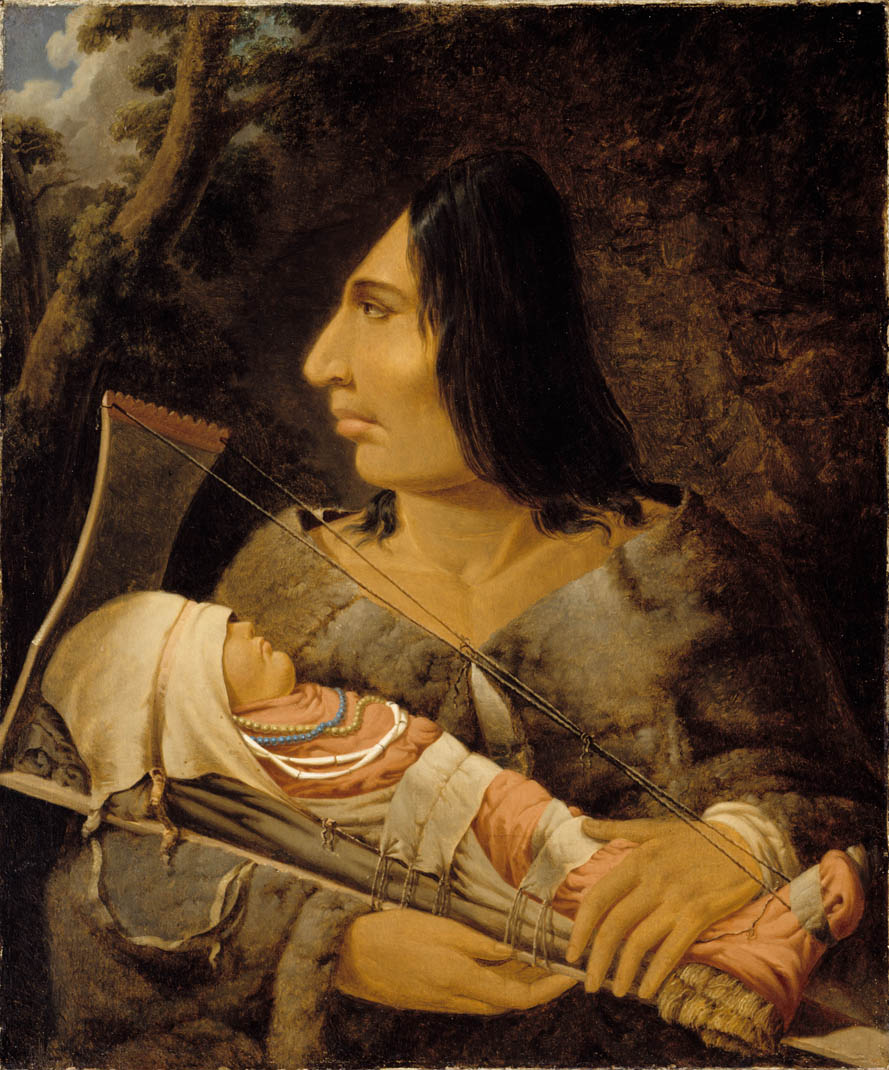
Женщина племени чинуков с ребёнком
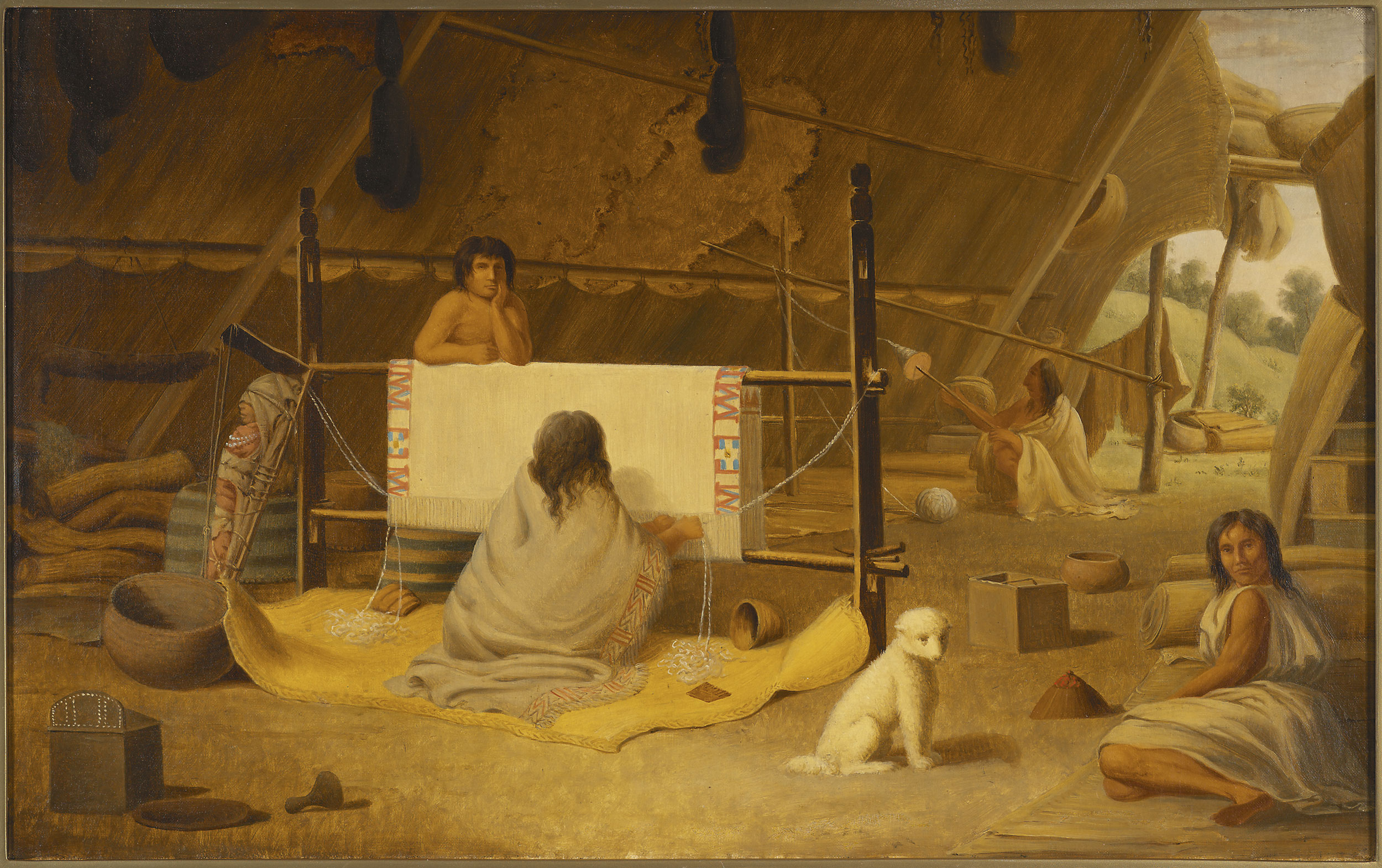
Индианка, ткущая одеяло. Королевский музей Онтарио, Торонто
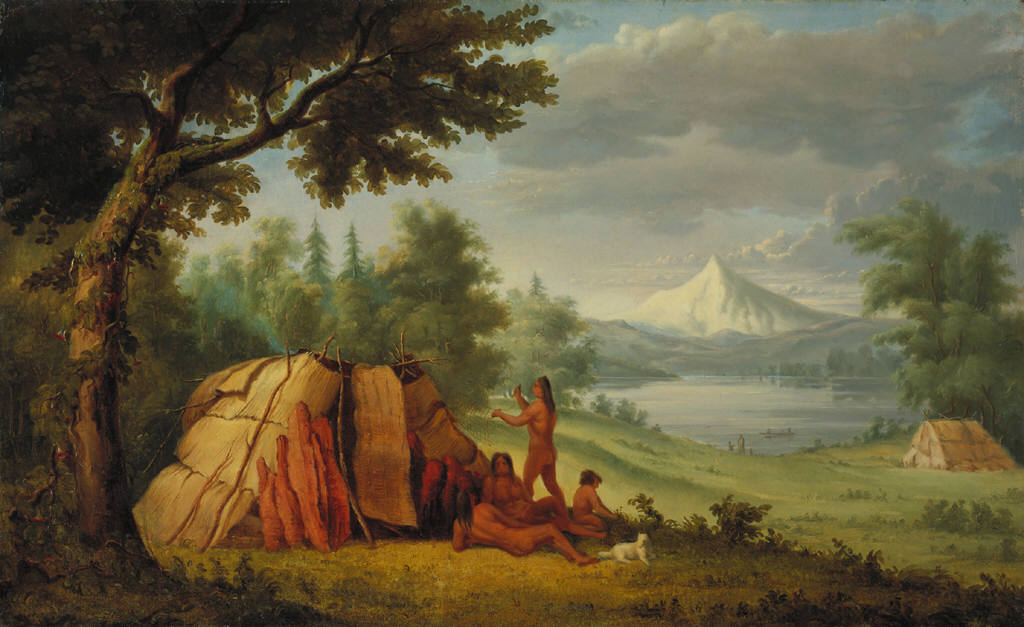
Хижина чинуков на фоне горы Маунт-Худ (Орегон)
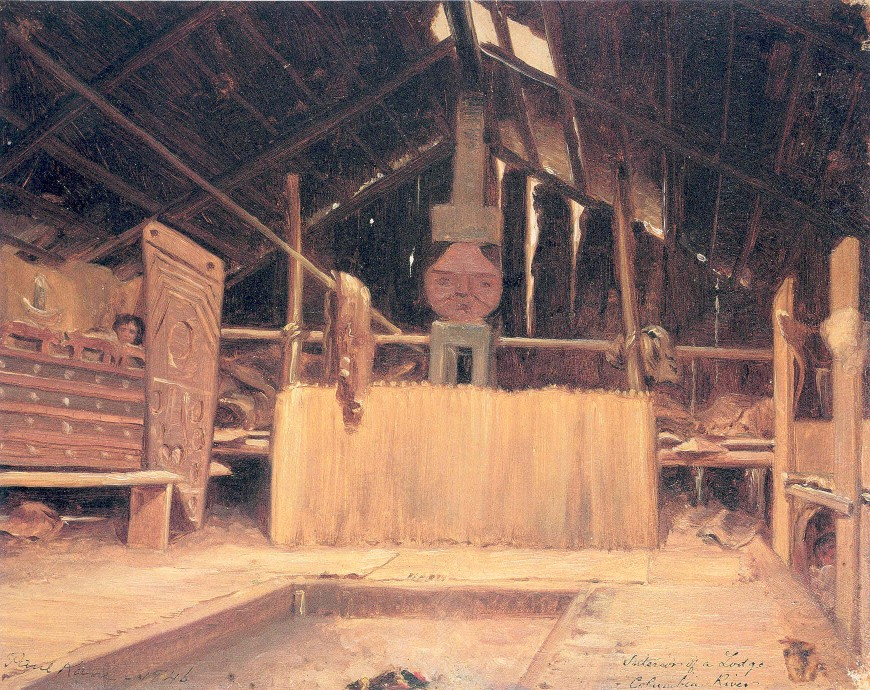
Интерьер церемониальной хижины
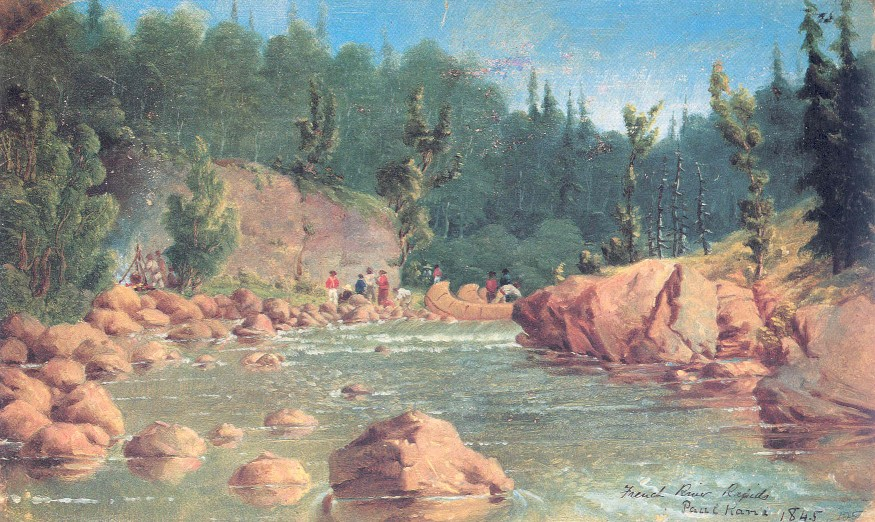
Пороги на реке Френч-Ривер
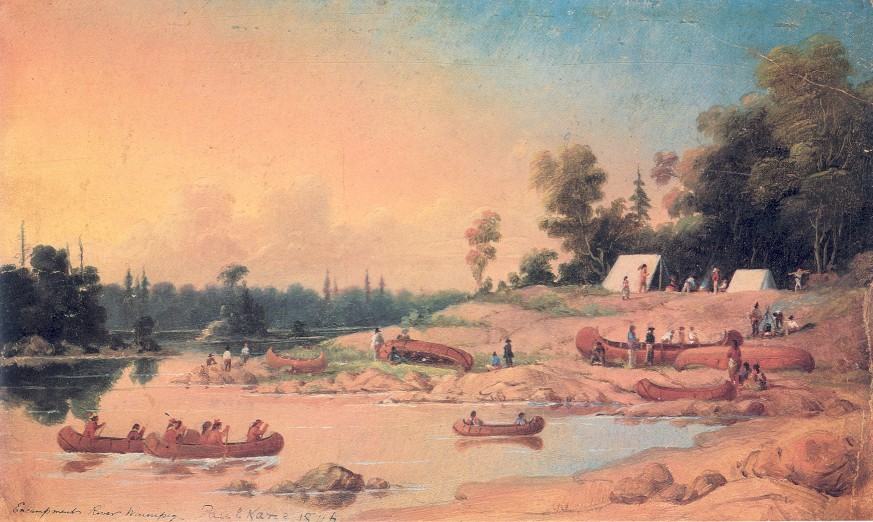
Лагерь на реке Виннипег
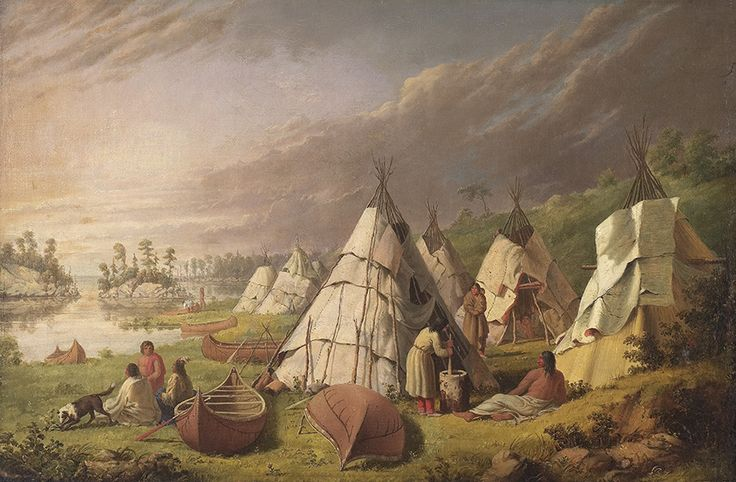
Лагерь на озере Гурон
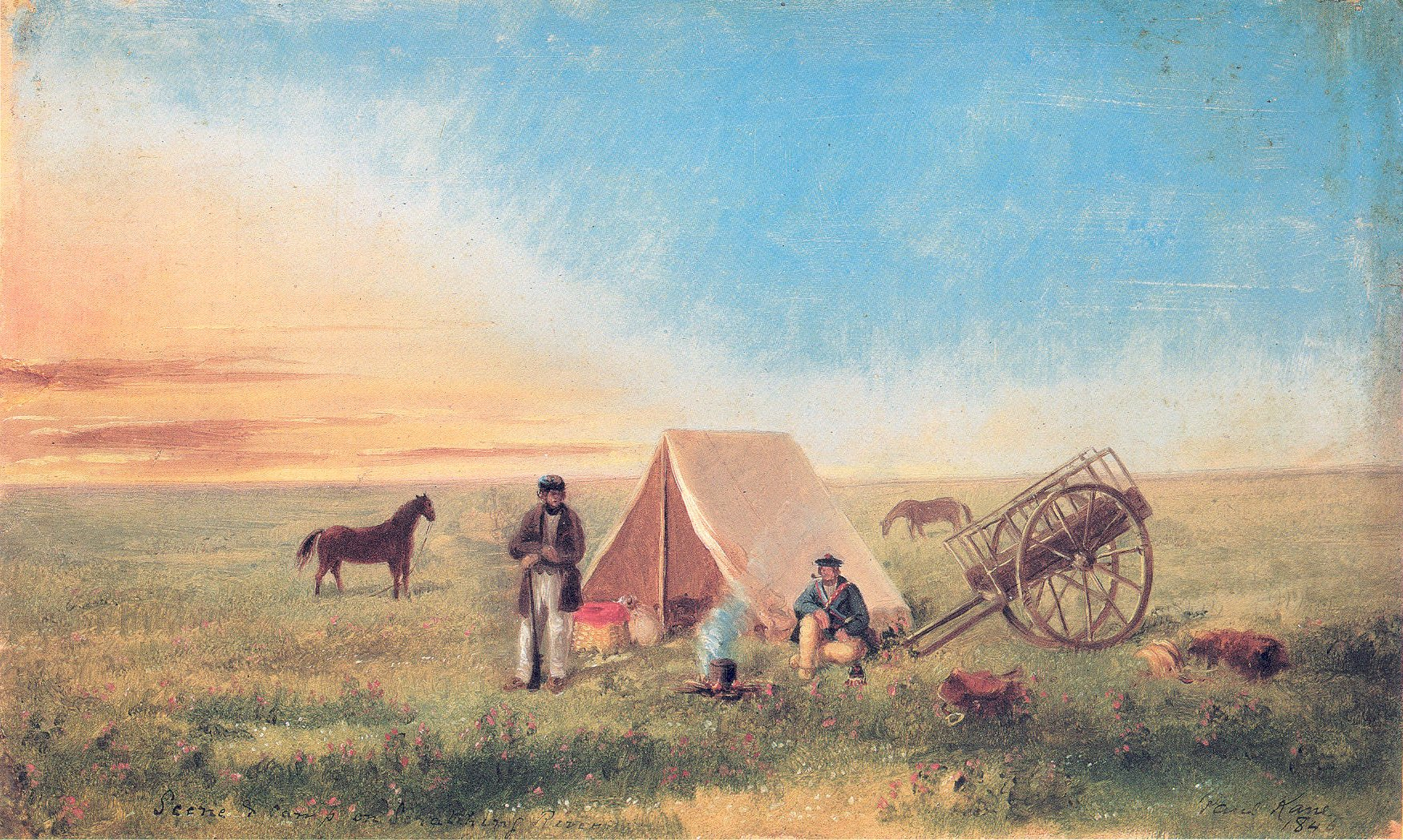
Лагерь в прериях
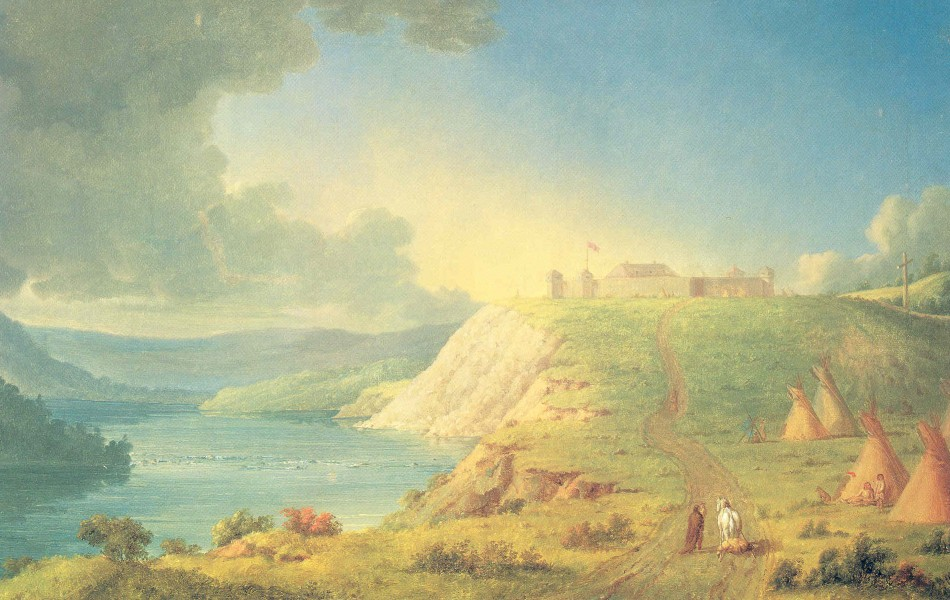
Форт Эдмонтон Компании Гудзонова залива на реке Норт-Саскачеван
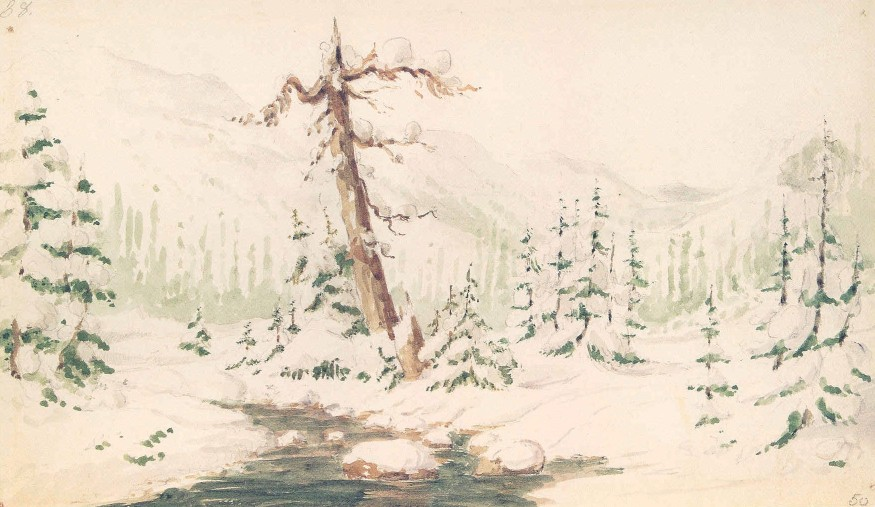
Зимняя сцена в горах
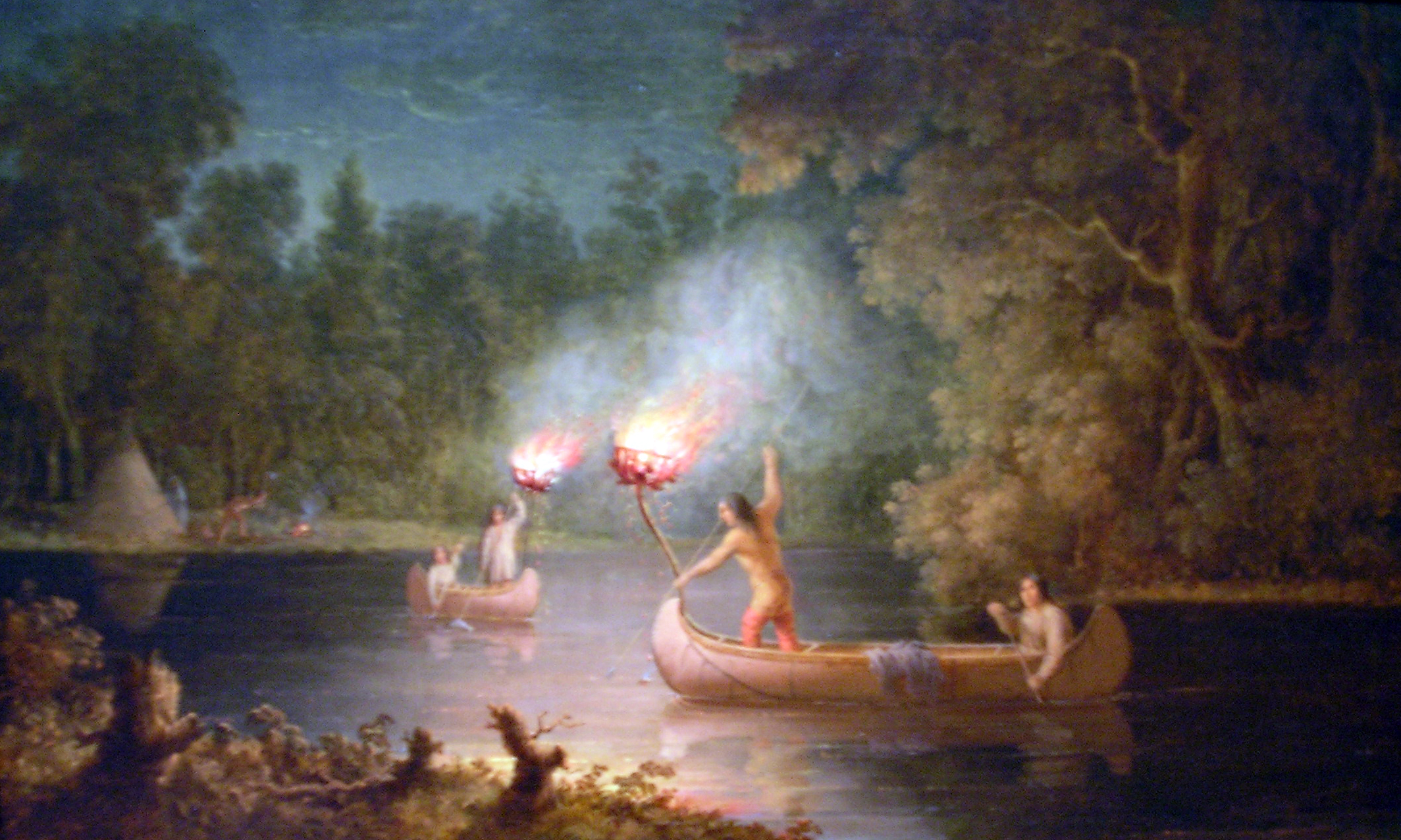
Индейцы меномини охотятся на лосося при свете факела на реке Фокс
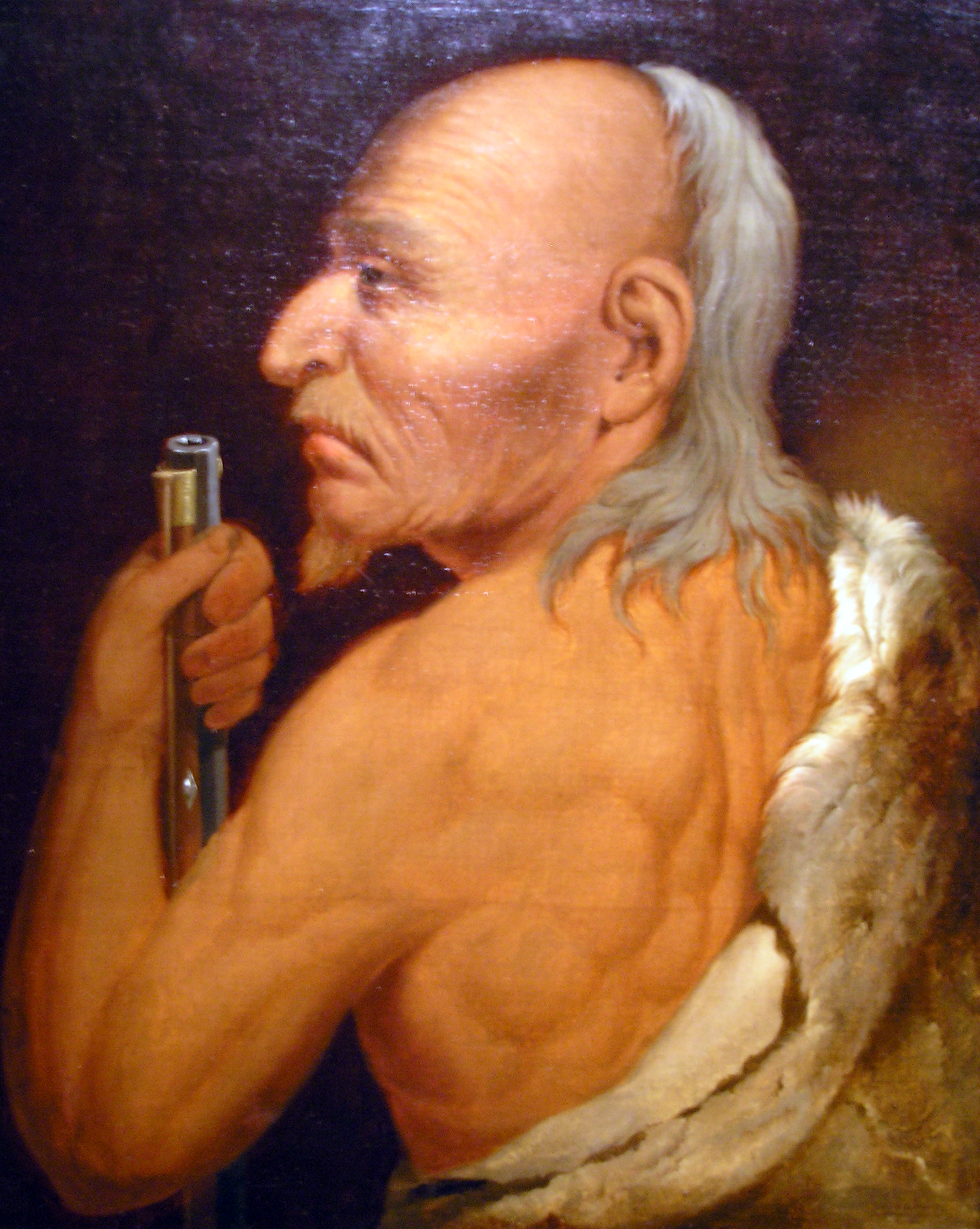
Воин оджибве Кролик (Wah-pus)
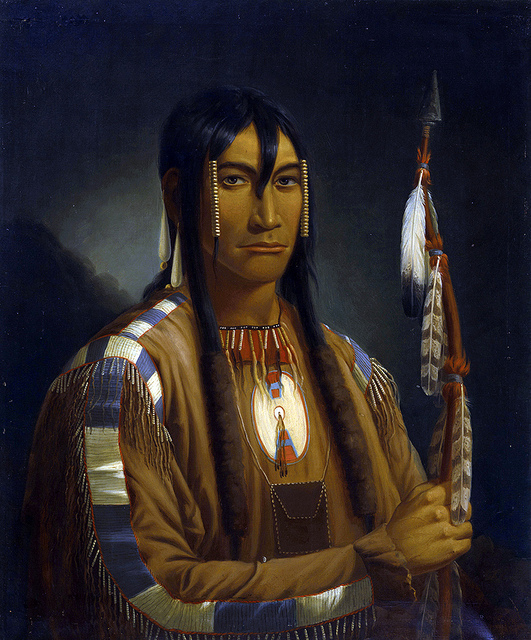
Воин равнинных кри в форте Питт
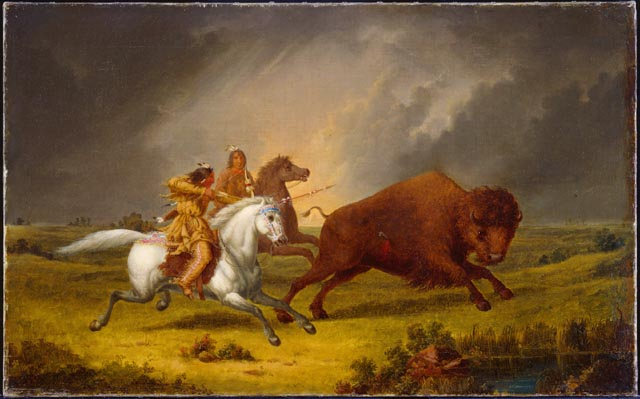
Охота ассинибойнов на бизонов
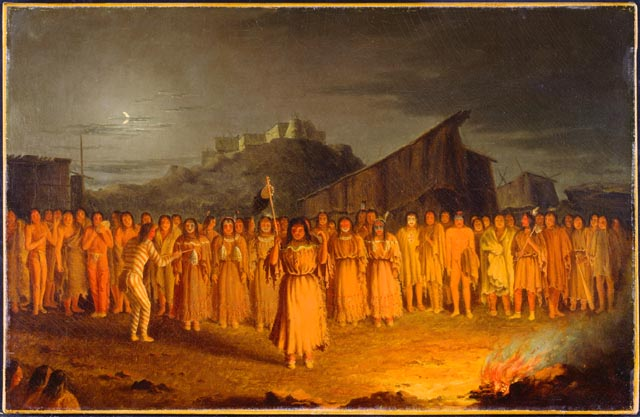
Танец скальпов в племени чуалпаев
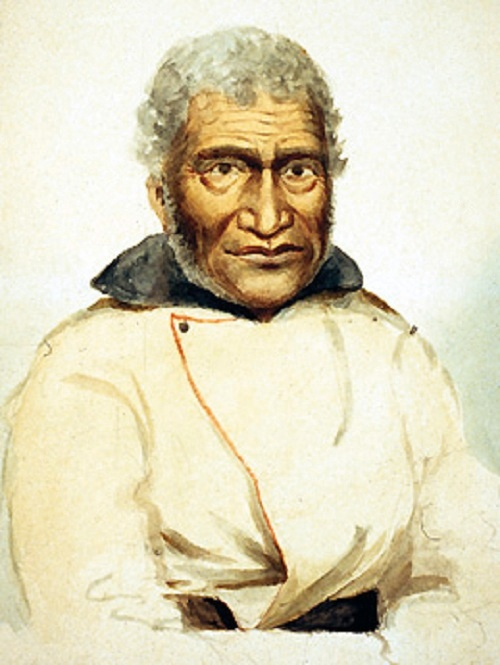
Гавайский вождь Джон Кокс Наукане